# 天主教拉罗汤加教区
天主教拉羅湯加教區（拉丁語：Dioecesis Rarotongana）是大洋洲一個羅馬天主教教區。屬蘇瓦總教區。

## 現況
教區範圍包括庫克群島，教座位於首府、位於拉羅湯加島的阿瓦魯阿。2010年有教友3,089人、十五個堂區、九名司鐸。現任教區主教為保祿·多諾霍。

## 歷史
1922年11月27日設宗座監牧區，1948年2月12日升為代牧區。1966年6月21日升為教區。